# 柏市立光ヶ丘小学校
柏市立光ヶ丘小学校（かしわしりつ ひかりがおかしょうがっこう）は、千葉県流山市向小金四丁目にある柏市立小学校。愛称は「光小」。

## 沿革
- 1957年（昭和32年）
  - 4月1日 - 開校。
  - 4月10日 - 開校式を光ヶ丘公団広場にて挙行。開校時点の学級数6・児童数217名。ただし、校舎は完成しておらず、1〜3学年は広池学園仮教室で、4〜6学年は柏一小仮教室で授業を行った。また、柏一小へはスクールバスで登校した。
  - 8月 - 新校舎完成。
  - 9月1日（第2学期） - 新校舎での始業式挙行。土小と小金小の通学区域のうち、中新宿、豊住、今谷、光ヶ丘、東山の各地区を編入。この時点の学級数10・児童数464名。同日、PTAができる。
- 1958年（昭和33年）
  - 3月 - 第1回卒業式挙行。最初の卒業生は30名。
  - 5月 - 新校舎落成祝賀と校歌（作詞:近田敬三、作曲:西本祥子）披露の両式典挙行。
- 1959年（昭和34年）4月 - 酒井根地区を編入。この時点の学級数12・児童数664名。広池学園より新校舎に移転。
- 1962年（昭和37年）8月 - 通学道路開通式挙行。
- 1964年（昭和39年）
  - 3月5日 - 給食室完成。
  - 4月（第1学期） - 給食開始。
- 1966年（昭和41年）5月27日 - 2階校舎完成。同日、10周年記念式挙行。
- 1967年（昭和42年）4月5日 - 5学年と6学年で、教科担任制実施。
- 1968年（昭和43年）
  - 3月15日 - 3階校舎12教室完成。
  - 4月 - 星形校舎中央1階より出火。
- 1970年（昭和45年）4月1日 - 障害児学級開設。
- 1971年（昭和46年）4月1日 - 柏八小、酒井根小新設による学区変更で、公団、光ヶ丘中部、南部、酒井根、中原、豊住の一部を分離。この時点の普通学級数36・障害児学級数1、児童数1551名。
- 1973年（昭和48年）
  - 4月1日 - 4階校舎完成。
  - 7月17日 - プール完成。
- 1974年（昭和49年）1月31日 - 体育館完成。
- 1975年（昭和50年）4月1日 - 中原小新設による学区変更で、加賀、つくしヶ丘、中原、豊住3丁目を分離。この時点の普通学級数32・障害児学級数2、児童数1259名。
- 1976年（昭和51年）
  - 6月 - 開校20周年記念航空写真撮影。
  - 12月 - 創立20周年座談会開催。
- 1977年（昭和52年）
  - 4月2日 - 流山市立向小金小新設により、流山市委託児童127名移籍。この時点の普通学級数31・障害児学級数2、児童数1323名。
  - 11月30日 - 燃料倉庫、ストーブ格納庫完成。
- 1982年（昭和57年）8月18日 - 給食室改装。
- 1983年（昭和58年）12月 - 給食費等銀行振り込み開始。
- 1985年（昭和60年）
  - 2月 - 屋外トイレ新設。
  - 11月 - 玄関前舗装工事。
- 1986年（昭和61年）11月 - 耐寒マラソン開始。同月、30周年航空写真撮影実施。
- 1987年（昭和62年）
  - 2月14日 - 創立30周年記念式典挙行。
  - 8月 - 音楽室改造工事実施。
  - 11月 - 木造校舎さようなら集会開催。
- 1989年（平成元年）8月 - 3階校舎天井改修工事実施。
- 1990年（平成2年）
  - 7月 - 非常放送設備取り付け工事実施。
  - 11月 - 旧給食室解体工事。
- 1991年（平成3年）
  - 3月 - 防救ネット工事、給食室改築工事。
  - 4月1日 - 給食室完成。
  - 12月 - 35周年記念航空写真撮影実施。
- 1992年（平成4年）
  - 2月 - 第二砂場完成。
  - 11月 - 普通教室を多目的ルームにする改造工事実施。
- 1993年（平成5年）
  - 5月7日 - 2階校舎と3階校舎床張り替え、内壁塗装実施。
  - 5月10日 - 単独式浄化槽を公共下水に切り替え。
- 1994年（平成6年）9月30日 - 普通教室を図書室に、図書室を保健室に、それぞれ改造。
- 1995年（平成7年）
  - 3月 - 阪神淡路大地震救援物質発送。
  - 7月14日 - 保健室冷暖房設備設置。
  - 8月25日 - 上水道地下式タンク取り付け。
- 1996年（平成8年）
  - 8月27日 - 4階校舎の外壁塗装並びに各教室改装、およびトイレ改装。
  - 8月30日 - 給食室用エレベーター工事。
  - 10月 - 40周年記念航空写真撮影実施。
- 1997年（平成9年）10月1日 - 観察池補修。
- 1999年（平成11年）3月31日 - 防災備蓄倉庫新設。
- 2000年（平成12年）10月1日 - 子どもルーム開設。
- 2001年（平成13年）3月15日 - 校内LAN工事完成（KIUネットデイ）。
- 2002年（平成14年）
  - 7月18日 - この日から10月まで、耐震工事実施。
  - 9月2日　- この日から9月13日まで、KIU SLA（LAN支援）実施。
- 2003年（平成15年）
  - 時期不明 - 校庭に、ふれあいロード完成。
  - 5月30日 - サポーター室開設。
- 2006年（平成18年）11月17日 - 創立50周年記念式典挙行。

## 特徴
- 校地の99%が流山市にあり、校門辺りのみが柏市である。開校時には、これが故に郵便物等が柏郵便局から直接配達されず、流山郵便局に回されて配達されるため、郵便物等の到着に通常よりも日数が余分にかかったという特殊な問題が生じた。柏郵便局からの直接配達実現には、時間と手間隙がかかった。
- また、転校時の手続きの際には、校名や住所が間違っていないかとの問合せも多いと言われる。
- 開校前に光ヶ丘団地の入居が始まり、小学校が必要になったが、当時の柏市には小学校建設の財政の余裕がなかった為に日本住宅公団が校舎を建設することになった。住宅公団にとっては、光ヶ丘団地にもっとも近く便利な場所に開設するのが最優先で、校地の住所はどこでもよかったため、このような事態が起こった。
- 開校当時は、流山市の児童も同校に通っていたが、流山市立向小金小学校が開校したため、柏市域のみが通学区となった。

## 通学区域
出典
- 今谷上町
- 今谷南町
- 豊住一丁目
- 豊住二丁目
- 豊四季（508～510番地、512番地）
- 中新宿一丁目
- 中新宿二丁目
- 中新宿三丁目
- 光ケ丘一丁目
- 光ケ丘二丁目（1～2番）
- 東中新宿一丁目
- 東中新宿四丁目
- 南柏中央

## 進学先中学校
- 柏市立光ヶ丘中学校
  - 本校卒業生の通学校。こちらは柏市域にある。

## 周辺
- 天理教峡田分教会 - 道路をはさんで、敷地が隣接。
- 麗澤大学
- 麗澤中学校・高等学校（学校法人廣池学園）
- 流山市立向小金小学校
- 柏市立図書館光ヶ丘分館
- 柏消防局東部消防署光ヶ丘分署
- 柏市立光ヶ丘中学校

## アクセス
- 東武バス「南柏01」・「南柏04」・「南柏05」・「南柏07」・「柏26」の各系統で「光ヶ丘小学校前」停留所下車。
- JR東日本常磐緩行線南柏駅より、
  - 上述の東武バスに乗車し、「光ヶ丘小学校前」停留所下車。
  - 出口2から、徒歩約990m・約15分。
- JR東日本常磐線（常磐快速線）・東武鉄道野田線（東武アーバンパークライン）柏駅から、上述の東武バス「柏26」系統に乗車し、「光ヶ丘小学校前」停留所下車。